# 弗萊徹普萊斯 (加利福尼亞州)
費萊徹普萊斯（英語：Fletcher Place）是位於美國加利福尼亞州莫多克縣的一個非建制地區。該地的面積和人口皆未知。

## 地理
費萊徹普萊斯的座標為41°44′15″N 120°30′53″W / 41.73750°N 120.51472°W，而該地的平均海拔高度為1450米（即4757英尺）。